# Francesca Rochberg

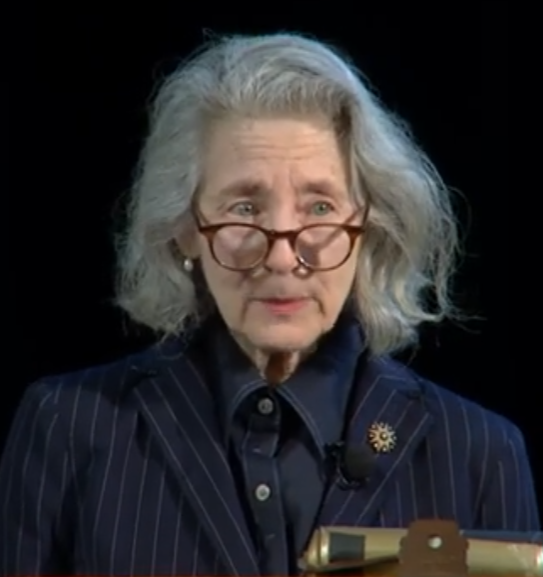
Francesca Rochberg, 2023

Francesca Rochberg, auch Rochberg-Halton, (* 8. Mai 1952 in Philadelphia) ist eine US-amerikanische Wissenschaftshistorikerin und Assyriologin. Sie ist bekannt für Untersuchungen zur babylonischen Astronomie und Astrologie.
Rochberg studierte an der University of Pennsylvania (Bachelor 1974) und wurde 1980 an der University of Chicago promoviert. Sie war Professorin an der University of California, Riverside, und ist Professorin an der University of California, Berkeley. 2010 war sie Gastprofessorin an der Ludwig-Maximilians-Universität München.
2007 war sie am Institute for Advanced Study. 2006 war sie Fellow des Magdalen College an der Universität Oxford.
1982 wurde sie  MacArthur Fellow.  1993 war sie Guggenheim Fellow. Sie ist seit 2008 Mitglied der American Philosophical Society.
Sie schrieb auch einen Roman mit dem Titel Gone crazy out there (2008).

## Schriften (Auswahl)
- Aspects of Babylonian Celestial Divination. The Lunar Eclipse Tablets of Enuma Anu Enlil (= Archiv für Orientforschung, Beiheft 22), Ferdinand Berger, Horn 1988.
- Mesopotamian cosmology. In: Norriss Hetherington (Herausgeber): Encyclopedia of Cosmology. Garland Publishing, New York 1993.
- Babylonian Horoscopes. American Philosophical Society, New York 1998.
- The Heavenly Writing. Divination, Horoscopy and Astronomy in Mesopotamian Writing. Cambridge University Press, London 2004.
- In the Path of the Moon. Babylonian Celestial Divination and Its Legacy. Brill, Leiden 2009.
- Before Nature. Cuneiform Knowledge and the History of Science. University of Chicago Press, Chicago 2016.
- mit Alan C. Bowen (Hrsg.): Hellenistic Astronomy: The Science in Its Contexts (Brill’s Companions in Classical Studies), Brill, Leiden 2020
  - darin von Rochberg: Hellenistic Babylonian Astral Divination and Nativities, The Babylonian Contribution to Greco-Roman Astronomy, mit Bowen: Prolegomena to the Study of Hellenistic Astronomy.